# Conrad Celtis
Conradus Celtis (Conradus Protucius, Konrad Celtes, Konrad Bickel) (Wipfeld am Main, perto de Schweinfurt, Baixa Francônia, 1 de Fevereiro de 1459 – Viena, 4 de Fevereiro de 1508) foi um historiador, poeta e humanista alemão. Foi colecionador de manuscritos em grego e latim quando exerceu o cargo de bibliotecário da biblioteca imperial fundada pelo imperador Maximiliano I.

## Biografia

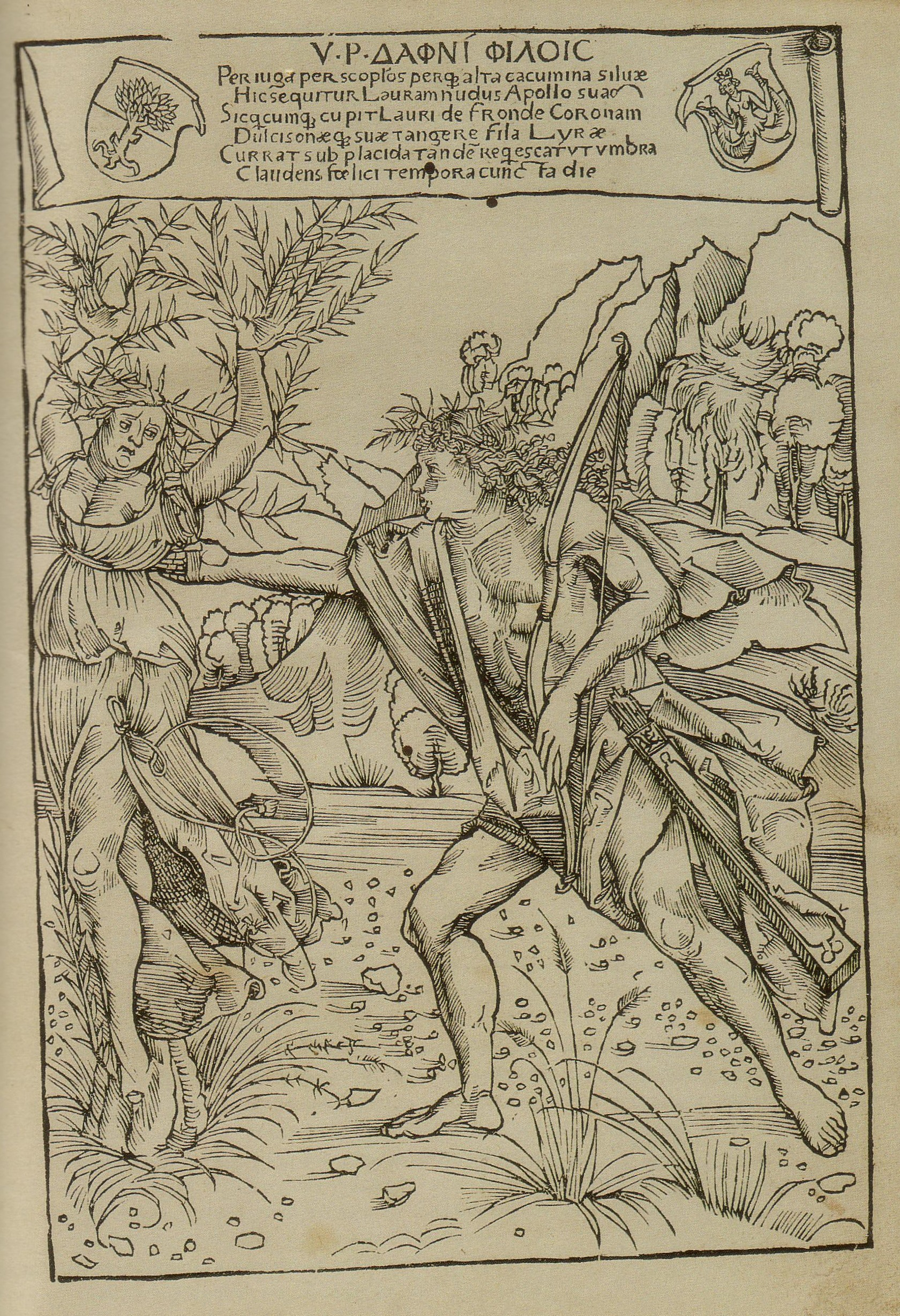
Frontispício da obra Amores, de 1502.

Fez seus primeiros estudos em Colônia e Heidelberg. Em Heidelberg teve como professores o príncipe-bispo de Worms, Johann von Dalberg (1445-1503) e Rodolfo Agrícola (1443-1485). Durante algum tempo deu aulas sobre o humanismo durante suas viagens a Erfurt, Rostock e Leipzig. Posteriormente, lecionou em Roma, Florença, Bolonha e Veneza.
O Eleitor Frederico III da Saxônia o apresentou ao imperador Frederico III, que nomeou Conrad Celtes Poeta Laureado em seu retorno. Nessa grande assembleia cerimonial em Nuremberg, Celtes foi apresentado com grau de doutor. Por volta dessa época, fez uma viagem ensinando por todo o império. Posteriormente, viajou para Cracóvia onde, em 1488, se dedicou a matemática, astronomia, e às ciências naturais, tendo feito contactos com muitos outros humanistas tais como Lorenz Rabe (1465-1527) e Bonacursius (1437-1496). Ele também fundou uma sociedade literária, com base nas academias romanas. A sede local da sociedade era chamada de Sodalitas Litterarum Vistulana.
Em 1490, ele novamente foi de Wrocław até Praga, capital do reino da Boêmia. Hartmann Schedel (1440-1514) usou as descrições de Wrocław feitas por Celtis em sua Crônica de Nuremberg. Na Hungria, Celtis fundou a Sodalitas Litterarum Hungaria, mais tarde conhecida como Sodalitas Litterarum Danubiana, com sede em Viena. Fez paradas em Regensburg, Passau, (provavelmente também Mogúncia) e Nuremberg. Em Heidelberg, ele fundou a Sodalitas Litterarum Rhenana. Mais tarde seguiu viagem para Lübeck e Ingolstadt. Em Ingolstadt, em 1492, ele fez um discurso que se tornou famoso para os estudantes daquela universidade, em que ele afirmava que os alemães rivalizavam com os italianos em cultura e nas letras. Esta declaração mais tarde se tornaria referência extremamente popular para os sentimentos nacionalistas dos alemães no século XVI.
Nesse período, a peste assolava a cidade de Ingolstadt. Celtes lecionou em Heidelberg onde, nessa época, se tornou professor. Em 1497, Celtes foi chamado a Viena pelo Imperador Maximiliano I, que o homenageou como professor da arte da poesia e da conversação oferecendo-lhe um Privilegium imperial, o primeiro deste tipo. Lá ele deu aulas sobre os manuscritos dos escritores clássicos e, em 1502, fundou o Collegium Poetarum, destinado à formação de poetas. Celtes morreria de sífilis nessa cidade, alguns anos depois.

## Obras

### Como escritor
- Ars versificandi et carminum, Leipzig 1486, 1492 (A arte de escrever versos e poemas)
- Epitoma in utramque Ciceronis rhetoricam cum arte memorativa nova et modo epistolandi utilissimo, Ingolstadt 1492
- De Mundo des Apuleius, Wien 1497
- Carmen saeculare, Wien 1500
- Norinberga, 1495
- Ode auf St Sebald, Basel 1495
- Oratio in gymnasio Ingolstadio, 1492
- Germania generalis
- De origine, situ, moribus et institutis Norimbergae libellus, 1502
- Quattuor libri amorum (Amores), Nürnberg 1502
- Ludus Dianae und Rhapsodia, Augsburg 1505
- Germania illustrata, unvollendet
- Archetypus triumphantis Romae, unvollendet

### Como editor
- Germania des Tacitus, Wien 1500
- Schriften Hrotsvithas von Gantersheim, Nürnberg 1501
- Sodalitas Augustana, gemeinsam mit Konrad Peutinger